# إتش كارسون غراهام
إتش كارسون غراهام هو طبيب كندي، ولد في 1889 في Kemptville ‏ في كندا، وتوفي في 14 يوليو 1959 في شمال فانكوفر ‏ في كندا.